# Nynäshamns Posten
Nynäshamns Posten ("NhP") är en lokaltidning i Nynäshamn. Tidningen grundades 1925 och ges ut tisdagar och fredagar. NhP bevakar Nynäshamns kommun och är den i särklass mest spridda dagstidningen i sitt område. Flertalet av läsarna prenumererar på tidningen.
Nynäshamns Posten är en del av Bonnier News Local AB. Bonnier News tog över ägandet av NhP i samband med köpet av MittMedia AB år 2019.

## Historik
Nynäshamns Posten grundades 1925 av tryckaren Anton H Lindell. Tidningen överläts 1931 till en grupp som drev verksamheten vidare med syftet att samla in pengar till bygget av ett badhus i Nynäshamn.
År 1970 blev NhP en del av den så kallade Morby-pressen, som ägdes av affärsmannen Armas Morby. En följd av detta var att NP började tryckas på 
Södertörns Tryckeri AB från den 25 juni 1970. År 1973 köptes Morbys dagstidningar av Centerpartiet och blev därmed grunden för tidningskoncernen Centertidningar. Inom Centertidningar var NhP ett dotterbolag till Länstidningen Södertälje.
År 2005 styckades Centertidningar upp och Nynäshamns Posten såldes till VLT AB. VLT valde att lägga NhP och företagets andra fådagarstidning Lidingö Tidning under dotterbolaget Rubrik Media, som snart också startade den kortlivade Täby Danderyd Tidning. VLT AB uppgick år 2007 i Promedia, som år 2015 såldes till Mittmedia. 2019 blev Mittmedia en del av Bonnier News Local AB.

## Chefredaktörer
1925-1931: Anton H Lindell 
1931-1956: Gunnar Norberg 
1956-1957: Bertil Johansson 
1957-1958: Gösta Wenngren 
1959-1962: Bertil Johansson 
1962-1973: Folke Kihl 
1973-1974: Ove Bergh 
1974-1976: Bengt Ericson 
1976-1979: Ola Theander 
1979-1998: Matts Westman 
1998-2016: Niklas Milberg 
2016-2019: Daniel Nordström 
2019-2022: Susanne Fredriksson 
2022-: David Klasson 
Från december 2016 till november 2019 delade NP chefredaktör med Vestmanlands Läns Tidning och flera andra tidningar. Daniel Nordström var chefredaktör under denna period. Niklas Milberg fortsatte som nyhetschef och ställföreträdande ansvarige utgivare fram till 2018. Sedan november 2019 har NP återigen en egen chefredaktör, Susanne Fredriksson. Hon efterträddes våren 2022 av David Klasson. 